# Palais der Ungarischen Königlichen Kammer

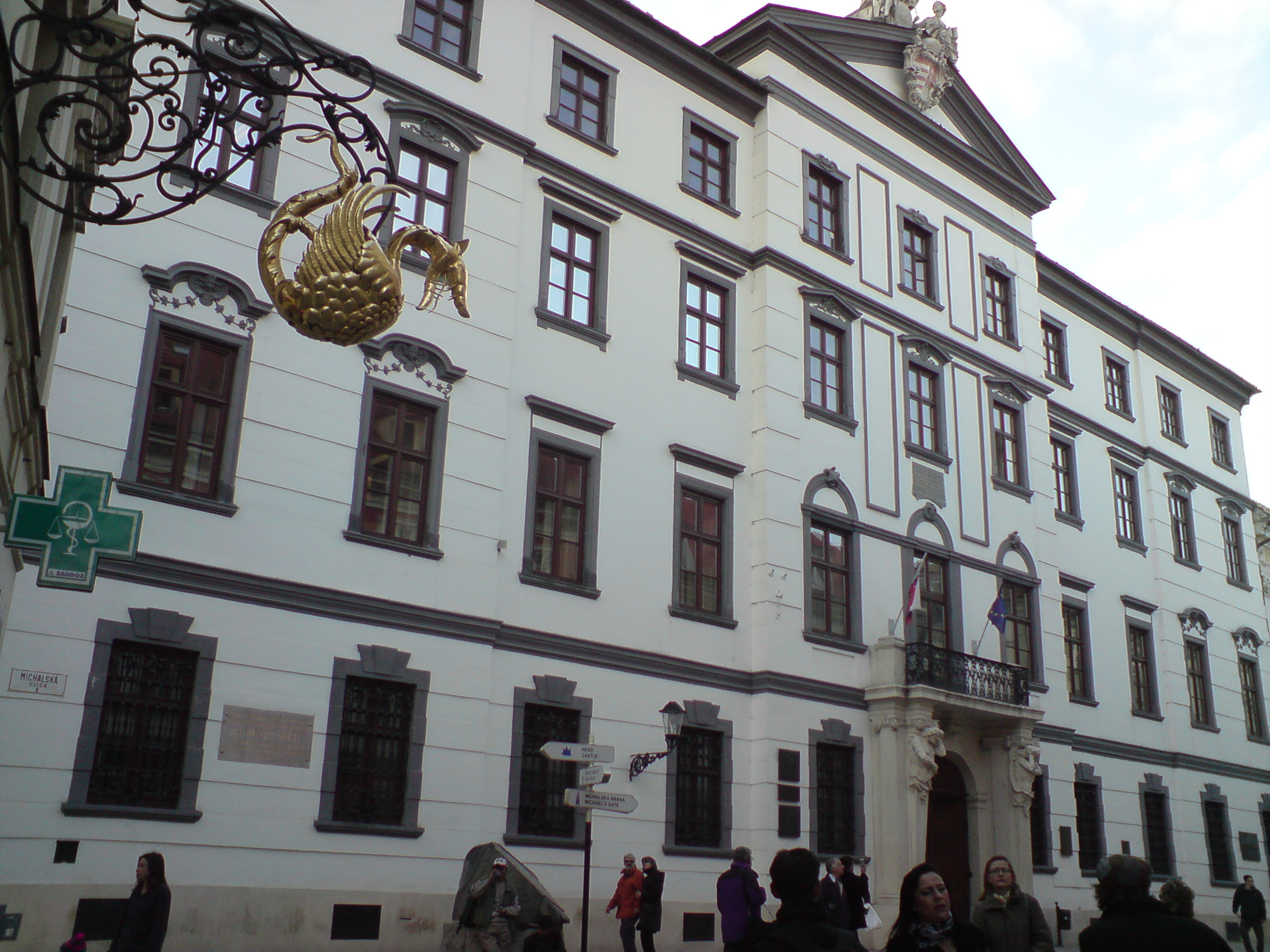
Fassade des Palais

Das Palais der Ungarischen Königlichen Kammer (slowakisch Palác Uhorskej kráľovskej komory) ist ein Bauwerk im historischen Stadtkern von Bratislava und nationales Kulturdenkmal, an der Straße Michalská Nr. 1. In ihm ist seit 1953 der Hauptteil der Universitätsbibliothek in Bratislava (slowakisch Univerzitná knižnica v Bratislave) ansässig. 

## Beschreibung

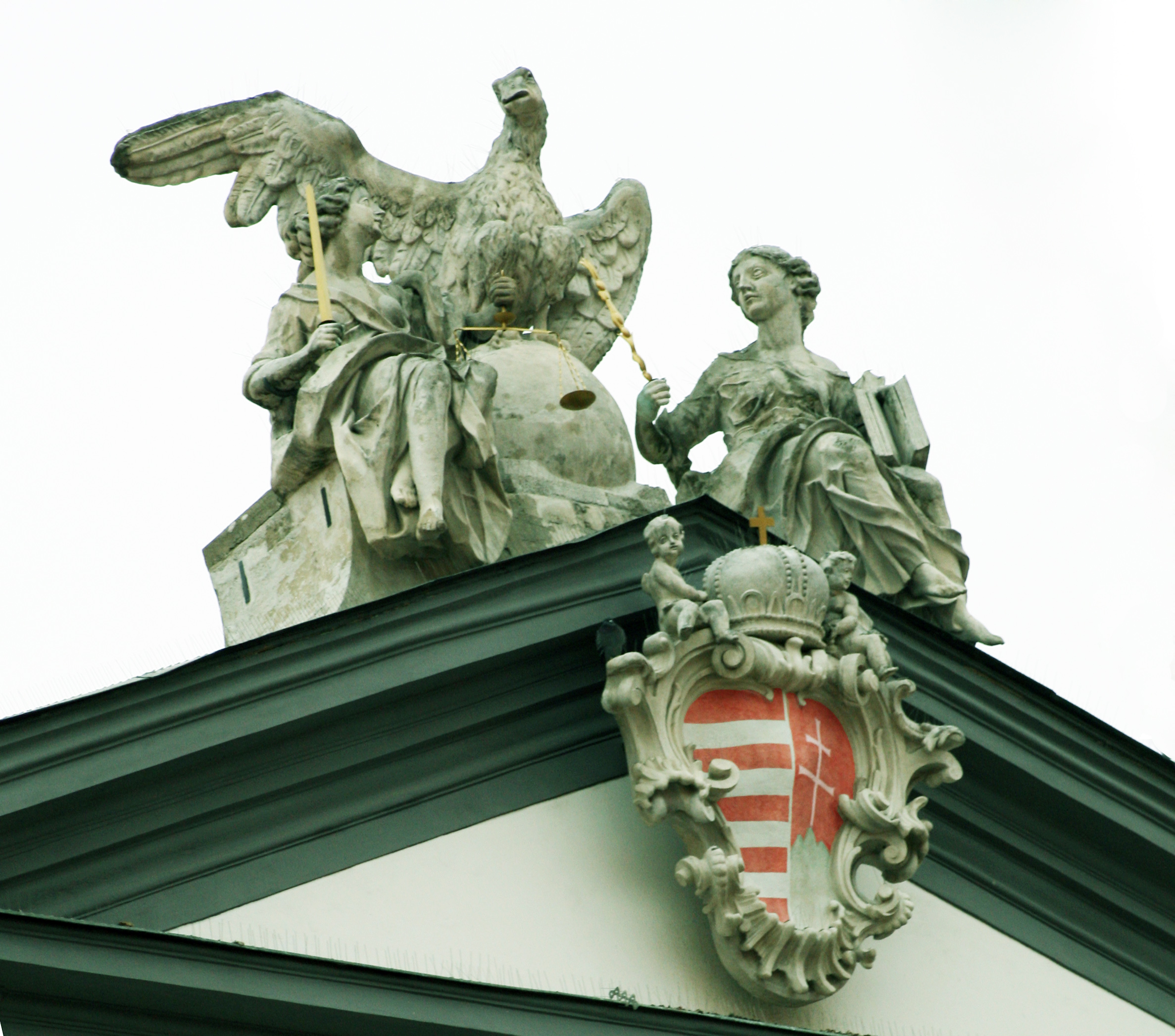
Ungarisches Wappen und Allegorien der Gerechtigkeit und Gesetzgebung auf dem Tympanon

Das Palais ist ein dreistöckiges, vierflügeliges Gebäude mit unregelmäßigem Grundriss und mit einem Innenhof. Auf dem Tympanon sind Allegorien der Gerechtigkeit und Gesetzgebung abgebildet, die von einem unbekannten Bildhauer aus dem Kreis von Georg Raphael Donner stammen.
Auf der Außenseite sind zwei Denktafel angebracht. Die erste ist dem slowakischen Schriftsteller und Politiker Ľudovít Štúr gewidmet, der 1847 in den ungarischen Landtag gewählt wurde und sich dort für die Belange der Slowaken gegenüber den Ungarn engagierte. Die zweite markiert das Palais als den Bewahrungsort der Sammlung islamischer Manuskripte von Safvet-beg Bašagić, die im Rahmen des UNESCO-Programms Memory of the World (Gedächtnis der Welt) im Weltdokumentenerbe aufgenommen ist.

## Geschichte

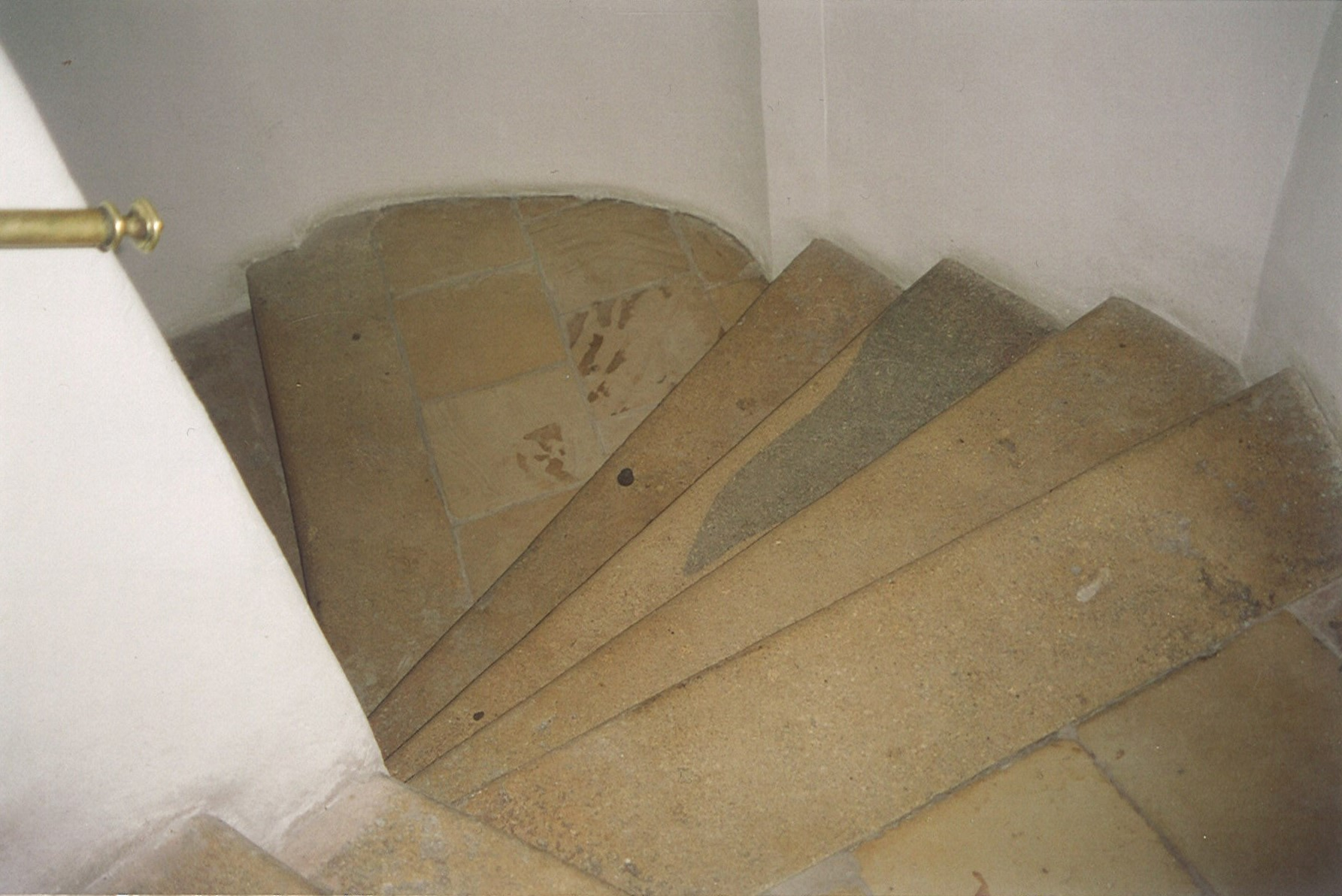
Kaisersteinstufen im Inneren des Palais

Der erste Sitz der 1528 gegründeten Königlichen Kammer (einer Finanzbehörde, die der Hofkammer in Wien unterstand) waren zwei Bürgerhäuser, die 1531 zu diesem Zweck vom Bürger K. Maixner gemietet und später erworben wurden. Später erweiterte man diesen Sitz um weitere drei Häuser. Aber erst nach mehr als 200 Jahren entschied man sich, ein repräsentatives Gebäude für die Kammer zu errichten. Dieses wurde nach den Plänen des Architekten Johann Baptist Martinelli zwischen 1753 und 1756 im klassizisierenden Barockstil gebaut und 1772 nach einem Entwurf von Franz Anton Hillebrand wesentlich erweitert. Dabei wurde die damals Schwiebbogen genannte Gasse (heute slowakisch Podjazd) ab der Höhe des ersten Stockwerks „überbrückt“, um den jenseits der Gasse liegenden Trakt mit dem bestehenden Palais zu verbinden. Bis 1782 hatte die Königliche Kammer ihren Sitz hier.

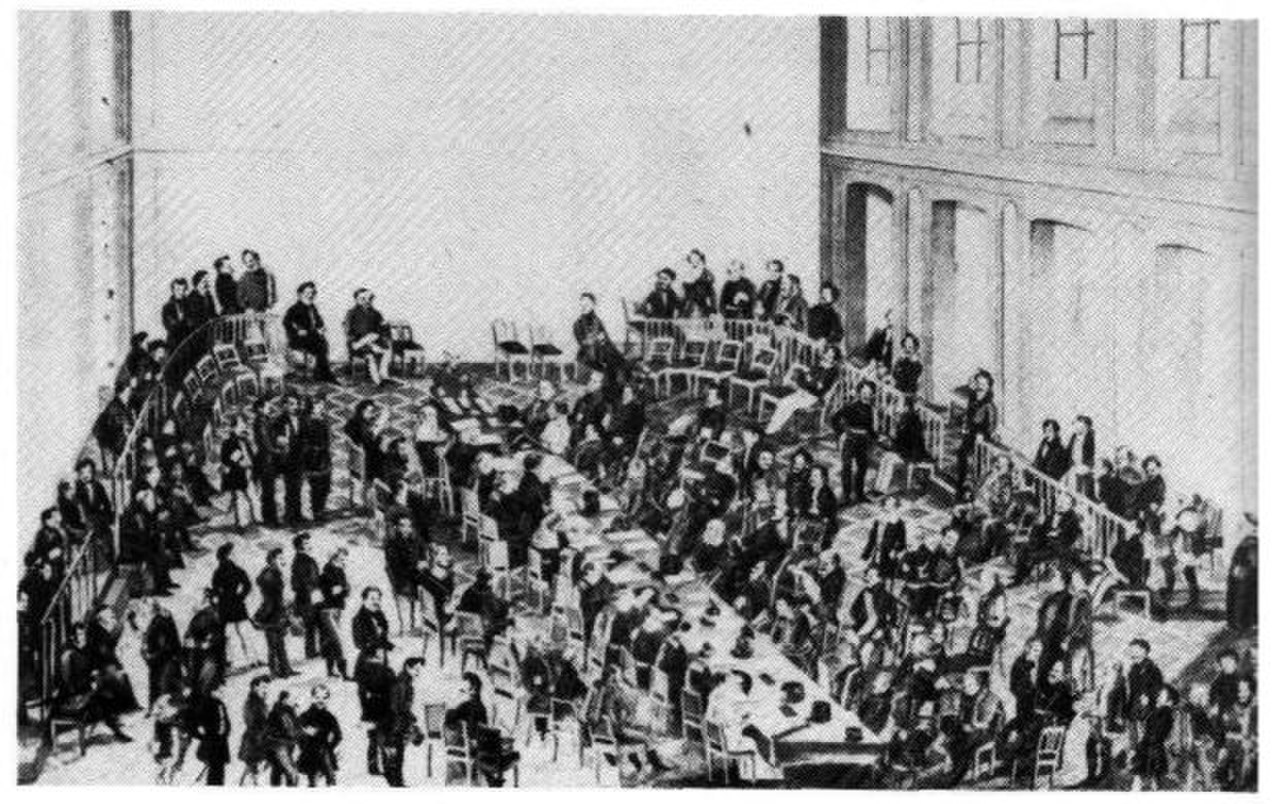
Tagung des Landtags im Palais, 1830

Von 1802 bis 1848 war das Palais Sitz des Landtags und Tagungsort der Repräsentantentafel. Hier wurde 1825 auf Initiative des Grafen Széchenyi die Ungarische Akademie der Wissenschaften gegründet und 1848, kurz vor der Verlegung des Landtags nach Pest, die Märzgesetze verabschiedet, die u. a. die Leibeigenschaft abschafften. 1860–1867 war das Palais Sitz der Statthalterei. Danach war es bis zu den 1950er Jahren Sitz von verschiedenen Justizorganen des Königreichs Ungarn, der Tschechoslowakei sowie des Slowakischen Staates. Darüber hinaus hatten verschiedene weitere Behörden den Sitz im Gebäude, ebenso die öffentliche Bibliothek der Stadt Pressburg von 1900 bis 1904.
Seit 1953 ist das Palais Sitz der Universitätsbibliothek in Bratislava. Der letzte große Umbau, der hauptsächlich das Innere betraf, wurde 1953–1955 durchgeführt.